# 시사포커스 부산
시사포커스 부산은 KBS부산 1라디오에서 방송했던 시사교양 프로그램이다.

## 역사
2023년 5월 22일에 첫방송을 시작했으며, 원래는 오후 5시 5분에 방송됐으나, 2024년 2월 19일부터 오전 11시 5분으로 시간대를 이동하여 방송하다가, 2024년 12월 20일 방송을 마지막으로 1년만에 폐지되었다.

## 역대 방송시간
| 방송 채널       | 방송 기간                          | 방송 시간                    |
| --------------- | ---------------------------------- | ---------------------------- |
| KBS부산 1라디오 | 2023년 5월 22일 ~ 2024년 2월 16일  | 평일 오후 5:05 ~ 오후 5:58   |
| KBS부산 1라디오 | 2024년 2월 19일 ~ 2024년 12월 20일 | 평일 오전 11:05 ~ 오전 11:58 |

## 역대 진행자
| 대수 | 진행자          | 진행 기간                          | 비고  |
| ---- | --------------- | ---------------------------------- | ----- |
| 1대  | 김평래 아나운서 | 2023년 5월 22일 ~ 2024년 2월 20일  |       |
| 2대  | 차재환 아나운서 | 2024년 2월 21일 ~ 2024년 12월 20일 | [ 1 ] |

## 임시 진행
1. ↑  차재환 아나운서의 휴가 또는 출장으로 인하여, 2024년 2월 29일 ~ 3월 1일, 2024년 3월 7일 ~ 3월 8일, 2024년 3월 11일, 2024년 3월 13일 ~ 3월 15일, 2024년 3월 21일 ~ 3월 22일, 2024년 3월 27일 ~ 3월 28일, 2024년 4월 2일, 2024년 4월 4일 ~ 4월 5일, 2024년 4월 11일 ~ 4월 12일, 2024년 4월 18일 ~ 4월 19일, 2024년 4월 25일 ~ 4월 26일, 2024년 5월 2일 ~ 5월 3일, 2024년 5월 10일, 2024년 5월 13일, 2024년 5월 16일 ~ 5월 17일, 2024년 5월 23일 ~ 5월 24일, 2024년 5월 30일 ~ 5월 31일, 2024년 7월 9일, 2024년 7월 11일, 2024년 7월 24일, 2024년 7월 30일, 2024년 8월 23일, 2024년 9월 6일, 2024년 10월 17일, 2024년 10월 21일, 2024년 10월 25일, 2024년 11월 8일, 2024년 11월 29일, 2024년 12월 13일 방송분은 최현호 아나운서가 대신 진행했고, 2024년 8월 9일, 2024년 9월 27일 방송분은 정은혜 전 아나운서가 대신 진행했다.